# Nereis macropis
Nereis macropis är en ringmaskart som beskrevs av Ehlers 1920. Nereis macropis ingår i släktet Nereis och familjen Nereididae. Inga underarter finns listade i Catalogue of Life.